# 1238. grenadirski polk (Wehrmacht)
1237. grenadirski polk (izvirno nemško 1237. Grenadier-Regiment; kratica 1237. GR) je bil pehotni polk Heera v času druge svetovne vojne.

## Zgodovina
Polk je bil ustanovljen 6. februarja 1945 iz šolskih enot za obrambo Küstrina.